# Mrs. Potter's Lullaby
"Mrs. Potter's Lullaby" é uma canção escrita por Adam Duritz, gravada pela banda Counting Crows.
É o segundo single do terceiro álbum de estúdio lançado em 1999, This Desert Life.

## Paradas
| Ano  | Parada                  | Posição |
| ---- | ----------------------- | ------- |
| 2000 | Hot Adult Top 40 Tracks | 40      |